# Palmenhaus Gmünd

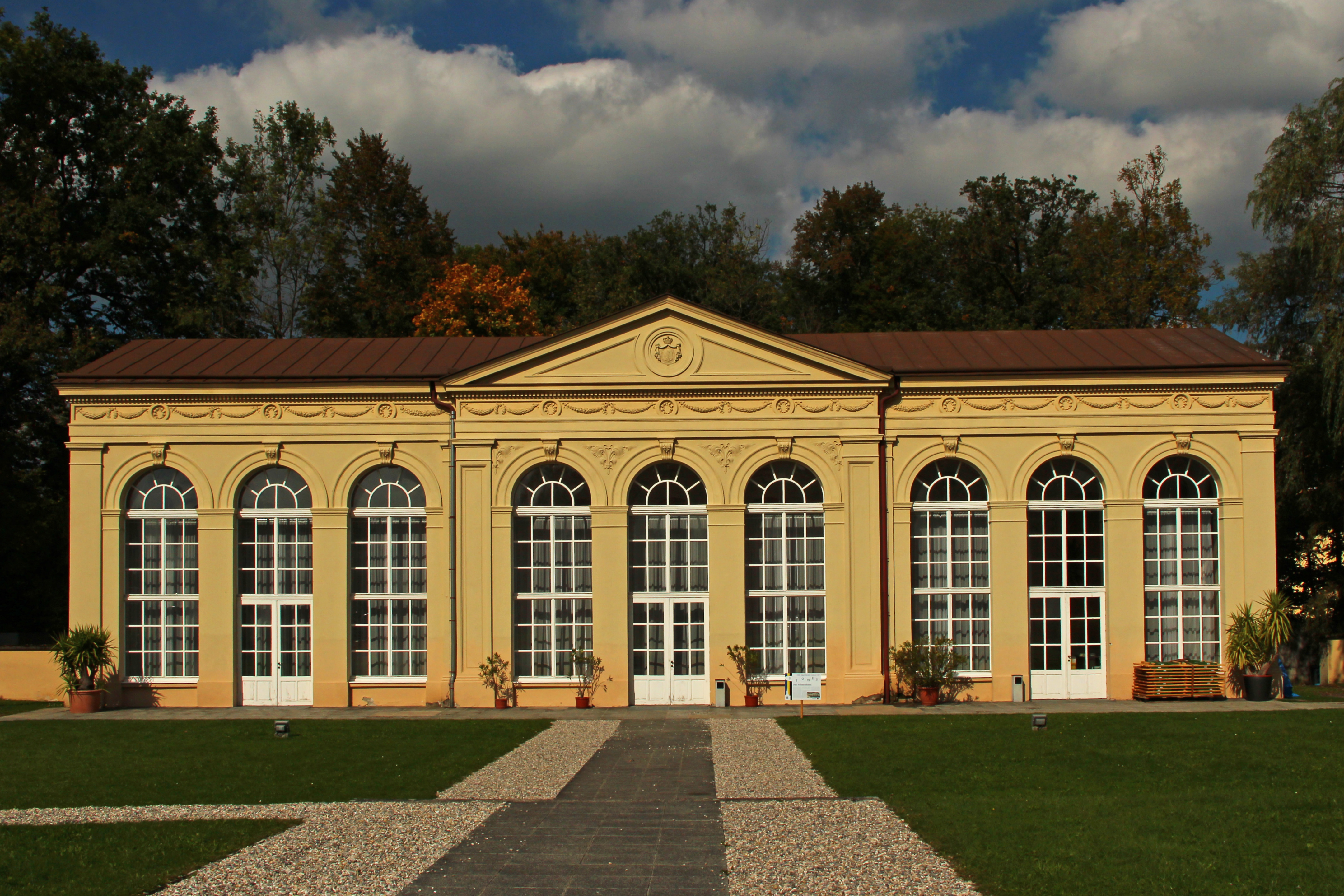
Hauptfront zum Schlosspark

Die Palmenhaus Gmünd steht im Südosten vom Schloss Gmünd in der Stadtgemeinde Gmünd im Bezirk Gmünd in Niederösterreich. Das Palmenhaus steht unter Denkmalschutz (Listeneintrag).

## Geschichte
Der frühhistoristische Saalbau entstand 1858 und wurde 1981 restauriert.
Im November 2024 wurde bekanntgegeben, dass die Niederösterreichische Landesausstellung 2028 rund um die Wasserwelt des Waldviertels in Gmünd stattfinden soll, das Festivalzentrum soll im Palmenhaus eingerichtet werden, das einen Zubau erhalten soll.

## Architektur
Das ehemalige Palmenhaus steht an der Parkmauer zur Schloßberggasse. Die dreiachsige Hauptfront mit ursprünglich verglasten Pfeilerarkaden hat ein Satteldach. Der Zwerchgiebel zeigt das Wappen Habsburg-Lothringen.
Innen zeigt das Gebäude Blendarkaden. Teils ist eine kassettierte Flachdecke erhalten.